# Faroon
Faroon ist ein deutscher Rapper. 2019 unterschrieb er bei XY Records von AK Ausserkontrolle. Anfang 2021 hatte er mit Trap Billie Jean in Deutschland eine Chartplatzierung.

## Biografie
Faroon wurde in Deutschland geboren und verbrachte da auch seine Kindheit, bevor er mit seinen Eltern für vier Jahre nach Palästina zog. Seine Jugend von 10 bis 17 Jahren verbrachte er in Freiburg. Nachdem er die Hauptschule ohne Abschluss verlassen hatte, konzentrierte er sich auf die Musik und brannte sein erstes Mixtape auf CD. Eines seiner Vorbilder aus dieser Zeit war der US-Rapper 50 Cent. Dann zog er aber nach Nordrhein-Westfalen und musste sich dort erst wieder neue Beziehungen aufbauen. Neben seinen Jobs machte er viele Aufnahmen und ging oft ins Aufnahmestudio. In Dortmund fand er einen Manager, der außerdem der Neffe von AK Ausserkontrolle war. Der nahm ihn in seine Crew in Berlin auf und nahm ihm beim Crewlabel unter Vertrag.
2019 erschien er erstmals mit zwei Tracks auf der Label-Veröffentlichung XY Sampler. Ab Juni 2020 brachte er mehrere Singles heraus. Im Februar 2021 veröffentlichte er als Vorabsingle zu seinem ersten Label-Mixtape den Song Trap Billie Jean, der zusammen mit dem Frankfurter Rapper Reezy aufgenommen worden war. Sie brachte ihm eine Platzierung in den deutschen Charts. Das gleichnamige Mixtape erschien im März.

## Diskografie
Studioalben
- Baby Blue Season (2022)
- 2Real4You (2023)

Kollaboalben
- Strictly Business (mit Billa Joe, 2024)

Mixtapes
- Trap Billie Jean V.1 (2021)
- TBJ V.2 (2024)

Singles (Auswahl)
- Skate (2020)
- Keine Liebe (2020)
- Athlet (2020)
- Durag (2021)
- Trap Billie Jean (feat. Reezy, 2021)
- Love Shots (2021)
- Jealously (2021)
- Late Night in Amsterdam (2021)
- Gimme the Loot (2021)
- Rap oder Street (2022)
- Zoom (2022)
- Emotions (2022; #13 der deutschen Single-Trend-Charts am 29. Juli 2022[3])
- Right Now (2023; #6 der deutschen Single-Trend-Charts am 2. Juni 2023[4])

Weitere Lieder
- Money on My Mind (#3 der deutschen Single-Trend-Charts am 22. Oktober 2021[5])
- Baby Blue (#8 der deutschen Single-Trend-Charts am 15. April 2022[6])
- Stores (mit Billa Joe; #1 der deutschen Single-Trend-Charts am 14. Juni 2024[7])